# Noto (Ishikawa)
Noto (jap. 能登町 Noto-chō) – miasto w Japonii, na wyspie Honsiu, w prefekturze Ishikawa. Według danych na rok 2020 miejscowość zamieszkiwało 15 687 mieszkańców , a gęstość zaludnienia wyniosła 57,4 os./km².